# Rainer Bloss
Rainer Bloss (lub Rainer Bloß, ur. 1946 w Saksonii, zm. 10 grudnia 2015) – niemiecki muzyk elektroniczny, najbardziej znany ze współpracy z Klausem Schulzem.

## Życiorys i kariera muzyczna

### NRD
Rainer Bloss urodził się w 1946 roku w Saksonii. Studiował kompozycję, grę na fortepianie, aranżację i psychologię w Hochschule für Musik Franz Liszt w Weimarze. W 1969 roku skomponował pierwsze piosenki: „Stille Wasser sind tief” (dla Michaela Hansena) i „Träum von morgen” (dla Jirki Rieckhoffa). Od 1971 roku prowadził własne zespoły, takie jak Rainer Bloß-Sextett i Rainer Bloß-Combo. Również w tym samym roku nagrał szereg piosenek dla radia NRD; dwie z nich zaśpiewała piosenkarka Gisela Dreßler wygrywając jedną z nich, „Jeder Tag ist schön”, konkurs piosenki pop NRD (1971). dla radia NRD nagrał też kolejne piosenki z zespołem, w tym: „Stumme Lady von New York”, „Ballade von Martin Luther King”, „Das schönste Mädchen in unserer Stadt” i „In dieser Straße”.
Od 1974 roku pracował jako niezależny kompozytor tworzący muzykę do filmów i sztuk teatralnych. W 1977 roku został członkiem zespołu Wir. 

### RFN
W 1978 roku przeniósł się z NRD do RFN, gdzie grał w zespole Extra.
Poznał również Klausa Schulzego, z którym współpracował i występował przez kilka lat. W 1983 roku wziął udział w nagrywaniu albumu Schulzego, Audentity, po czym odbył wspólnie z nim dziewięciodniowe tournée po Polsce, udokumentowane albumem koncertowym Dziękuję Poland, wydanym w tym samym roku. Podczas długich podróży samochodem między koncertami obaj muzycy często denerwowali się, że w radiu nie ma prawie żadnej muzyki na długie podróże samochodem; w ten sposób narodził się pomysł nagrania albumu odpowiedniego do tego celu. We wrześniu 1983 roku wspólnie wyprodukowali album koncepcyjny Drive Inn, którego każdy utwór dotyczy jazdy samochodem. Do koncepcji tej muzycy powrócili na wydanym trzy lata później albumie Drive Inn 2, skomponowanym i wyprodukowanym przez Blossa, podczas gdy Schulze był głównie odpowiedzialny za miksowanie i współprodukcję.
Od połowy lat 90. Bloss był stałym współautorem zespołu Alphaville.
W 1998 roku zrealizował swój ostatni album, Drive In III.